# Gourmetten

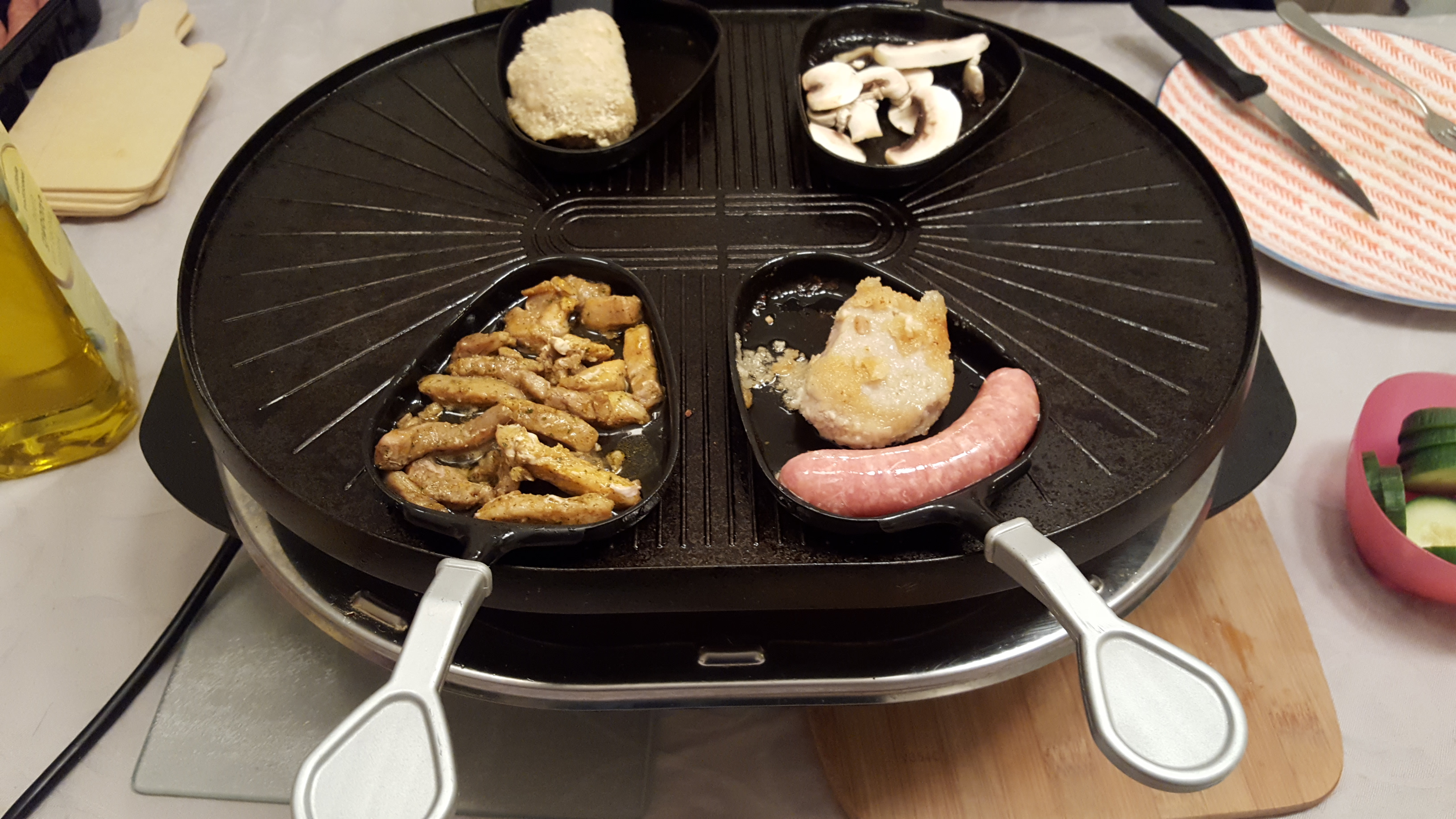
Gourmetten

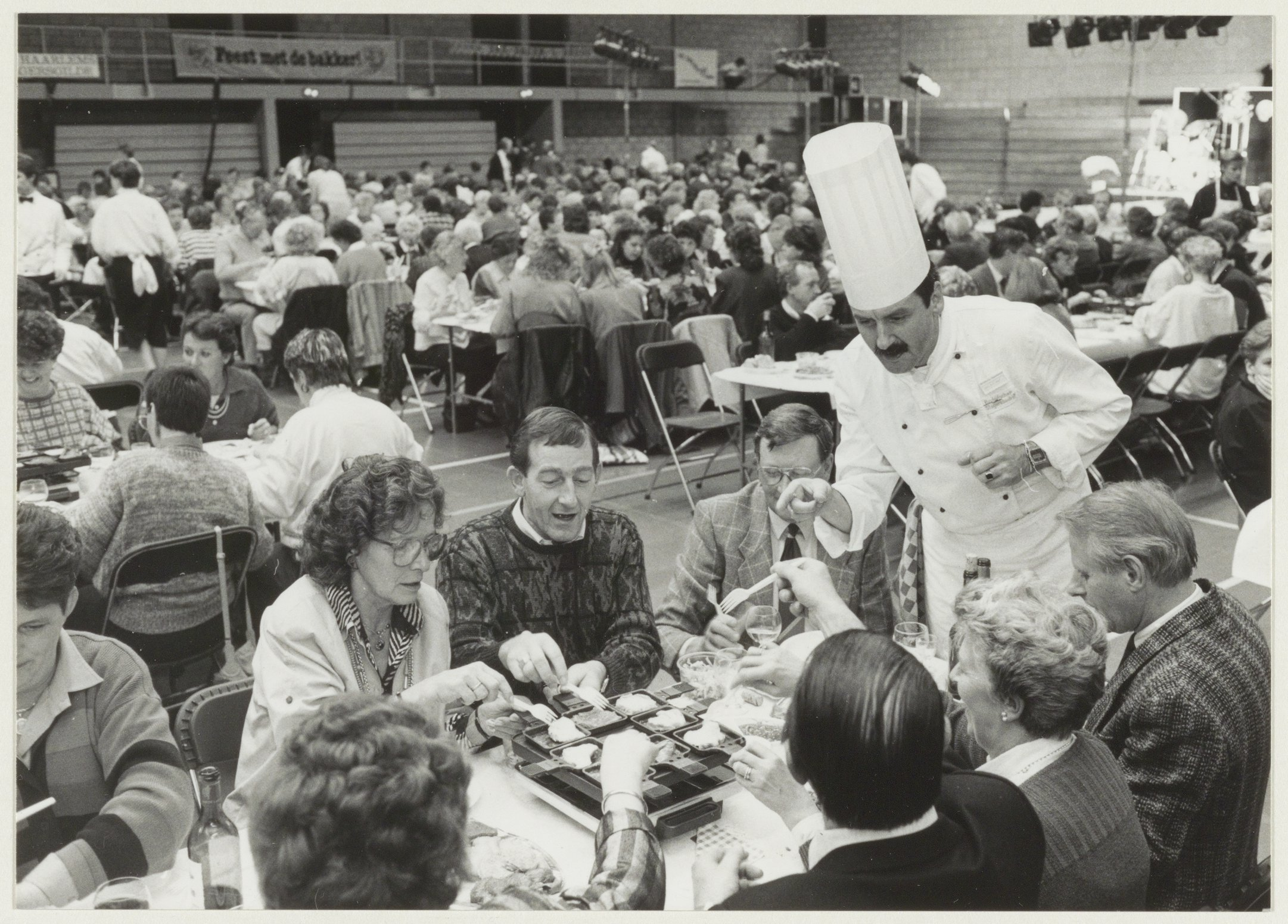
Gourmetten in 1987

Gourmetten is een activiteit, waarbij een groep mensen aan tafel in kleine pannetjes of op een grill, bakplaat of iets soortgelijks, steeds een eigen gerechtje kookt, met behulp van verschillende ingrediënten die op tafel staan. Het is vergelijkbaar met steengrillen en raclette, maar racletten doet men met kaas en het is typisch Zwitsers; terwijl bij gourmetten vlees, vis en/of groente gebruikt wordt. Een aanvullende mogelijkheid is het bakken van kleine omeletten of pannenkoeken. Het geheel wordt vaak aangekleed met verschillende sauzen, stokbrood en salade. Anno 2015 zou een ruime meerderheid van de Nederlanders gourmetten rond Kerstmis, het is dan ook een kersttraditie. In het zuiden van Nederland wordt het meest gegourmet.

## Oorsprong
Het fenomeen komt oorspronkelijk uit Zwitserland en eind jaren '70 werd het door twee chef-koks in Nederland geïntroduceerd. Het toenmalige Voorlichtingsbureau Vlees en het Bedrijfschap Slagersbedrijf wilde gourmetten in 1977 populairder maken in Nederland met een promotiecampagne ("Gourmet, probeer 't eens!") met het doel meer vlees te verkopen, ten koste van de populariteit van kaasfonduen destijds.

## Achtergrond
Men gourmet meestal binnen met meerdere personen. Het traditionele gourmetten gebeurt op vuur met kleine spiritusbranders onder de pannetjes. Er zijn steeds meer gourmetstellen in gebruik die meestal uit vier tot acht pannetjes bestaan die van onderaf elektrisch worden verwarmd. Bij gourmetstellen met pannetjes is het tevens mogelijk om in de ronde openingen van de plaat bijvoorbeeld pannenkoeken te bakken in plaats van in de pannetjes.
Gourmetten met wokpannetjes kan ook, dat wordt ook wel wokparty genoemd en men gebruikt hiervoor vaak oosterse ingrediënten, zoals wokgroenten, Spaanse pepers en taugé.
Mensen zouden vooral gourmetten omdat het stress scheelt, omdat het gezellig is en omdat een ieder zelf kan kiezen wat te eten. Sommige mensen houden niet van gourmetten omdat het lang duurt, het moeilijk is om de ingrediënten tot hun volle waarde te laten komen en omwille van de geurhinder.